# STAR Bus
STAR Bus — супутникова платформа виробництва Orbital Sciences Corporation з апогейним двигуном для виходу на геостаціонарну орбіту, маневровим двигуном для забезпечення точного положення супутника на орбітальній позиції протягом 15-річної місії. Також має сонячні батареї, щоб забезпечити супутник та корисне навантаження електроенергією потужністю до 5 кВт.

## Історія
Перший супутник на платформі STAR Bus, IndoStar-1, був запущений в листопаді 1997 року.

## Специфікації
Основна структура супутника, стабілізованого по трьох осях, має розмір 1,75 м × 1,7 м × 1,8 м та побудована з алюмінієвих сплавів і композитів. Вага платформи 558 кг. Систему живлення для забезпечення супутника і його корисного навантаження енергією надають арсенід-галієві сонячні батареї, які дозволяють віддавати потужність до 5 кВт (у пізнішої версії до 7,5 кВт), два Li-ion-акумулятори місткістю 4,84 кВт·год та шини живлення постійною напругою 24—36 В.
Паливом для двигунів слугує гідразин. Контролер має процесор MIL-STD-1750A із системною шиною MIL-STD-1553B. Для орієнтації та стабілізації відносно землі використовуються гіроскопи і додаткові датчики зоряної орієнтації. Тривалість активного існування супутника на даній платформі — 15 років.
| Клієнт                                                                | Супутник                              |
| --------------------------------------------------------------------- | ------------------------------------- |
| IndoStar                                                              | IndoStar 1                            |
| Intelsat                                                              | Intelsat 11, Intelsat 15, Intelsat 16 |
| Galaxy                                                                | Galaxy 12, Galaxy 14, Galaxy 15       |
| Intelsat                                                              | New Dawn                              |
| Koreasat                                                              | Koreasat 6                            |
| AMC                                                                   | AMC-5R, AMC-21                        |
| NSS                                                                   | NSS-9                                 |
| Measat                                                                | Measat-3a                             |
| Telenor                                                               | Thor 5                                |
| Optus                                                                 | Optus D1, Optus D2                    |
| Telkom                                                                | TELKOM-2                              |
| Nippon Telegraph and Telephone (NTT) NTT Mobile Communication Network | N-STAR c                              |
| BSAT                                                                  | BSAT-2a, BSAT-2b, BSAT-2c             |